# Concord River
Der Concord River ist ein rechter Nebenfluss des Merrimack River im Nordosten des US-Bundesstaats Massachusetts.
Der 25 km lange Fluss durchfließt eine kleine ländliche und vorstädtische Region nordwestlich von Boston. Durch die Gefechte von Lexington und Concord – die ersten Kämpfe des Amerikanischen Unabhängigkeitskrieges – sowie durch ein Buch von Henry David Thoreau aus dem 19. Jahrhundert ist er einer der bekanntesten kleinen Flüsse der USA.

## Geographie
Der Fluss entsteht in Middlesex County aus dem Zusammenfluss von Sudbury River und Assabet River in der Nähe der Stadtmitte von Concord, Massachusetts. Von dort aus führt er in nördliche Richtung und mündet in Lowell in den Merrimack River. Die Landschaft des Flusses ändert sich in seinem Verlauf kaum. Sein Einzugsgebiet erstreckt sich bis Worcester County und beinhaltet 36 Städte in Massachusetts.

## Geschichte
Um 1635 trafen die ersten Siedler aus England ein und gaben dem Fluss seinen heutigen Namen. Am 19. April 1775 wurde die North Bridge von Concord zum Schauplatz der Schlacht von Concord. Hier wurden die ersten Schüsse des Amerikanischen Unabhängigkeitskrieges abgefeuert. Ein Nachbau der kleinen Holzbrücke steht heute unter dem Schutz des National Park Service.
1849 schrieb Henry David Thoreau sein erstes Buch A Week on the Concord and Merrimack Rivers. Dieses Buch beschrieb eine siebentägige Bootsreise mit seinem Bruder auf den beiden Flüssen. Sein Bruder kam während der Reise ums Leben. Thoreau erzählt in dem Buch von der Erkundung der Schönheit der Flüsse und seinen Gedanken über bedeutende Themen wie Wahrheit, Poesie, Reisen und Freundschaft. Noch heute ist der Fluss ein beliebtes Ziel für Kanuausflüge. Die letzten zwei Kilometer des Concord River in Lowell sind in die Grade III und IV eingestuft.
Am 9. April 1999 wurden Teile der beiden Quellflüsse sowie ein 12,8 km-Flussabschnitt vom Zusammenfluss dieser beiden bei Egg Rock bis zur Route 3-Brücke in der Town of Billerica als National Wild and Scenic River ausgezeichnet.

## Umwelt

### Fauna
Ursprünglich war der Fluss der ideale Lebensraum für viele Fischarten. Barsch, die Heringsarten der Gattung Alosa, Karpfen und Flussaal waren hier heimisch. Amerikanische Ureinwohner fischten die Alosa an den Flussmündungen in der Region. Während der Besiedelung des Einzugsgebietes wurden im Fluss mehrere Staudämme errichtet, um den Ertrag der Felder zu erhöhen und die dort erbauten Mühlen anzutreiben. Anfang des 18. Jahrhunderts war die Alosapopulation im Fluss dadurch ausgerottet worden, da die Dämme den erwachsenen Tieren das Erreichen des Flussunterlaufs verwehrten. Bei der Alosa handelt es sich um eine Wanderfischart. Im Mai 2000 setzten der United States Fish and Wildlife Service, das Massachusetts Riverways Program und freiwillige Helfer der Sudbury Valley Trustees 7.000 ausgewachsene Alosas im Concord River aus. Im August 2004 wurden über 1.000 junge Alosas im Heard Pond, der vom Sudbury River durchflossen wird, gezählt. Biologen des U.S. Fish and Wildlife Service hoffen, dass diese Fische nach drei bis fünf Jahren im Meer zum Laichen in den Heard Pond zurückkehren. Laut Aussage der Biologen sind die Fische in der Lage, auf ihrem Weg ins Meer den Billerica-Damm zu überqueren. Auf dem Rückweg müssen sie um den Damm herum transportiert werden. Wenn eine ausreichende Anzahl von ihnen zurückkehrt will der Fish and Wildlife Service bessere Lösungsmöglichkeiten untersuchen, die unter anderem eine Veränderung des Dammes beinhalten könnten.

### Flora
Amerikanische Ureinwohner gaben dem Fluss den Namen Musketaquid (etwa Fluss aus Gras), da in seinen gemächlich fließenden Gewässern Wasser- und Sumpfpflanzen im Überfluss vorhanden sind. Seine Ufer sind über Kilometer von Gräsern und Schilf gesäumt.

### Wasserqualität
Im Laufe des 18. Jahrhunderts lag das Zentrum des Industriellen Revolution in den USA in der Nähe des Concord River. 
Textil-, Papier- und Bergbauindustrie sowie Gerbereien leiteten ihre Abwässer in großen Mengen in den bereits durch ungeklärtes Schmutzwasser stark belasteten Fluss. Die industrielle Entwicklung erreichte ihren Höhepunkt in den 1920er Jahren. In den frühen 1960er Jahren erreichte die Industrie einen zweiten Höhepunkt durch Firmen der Chemie- und Metallindustrie, die als Zulieferer für die Elektronikindustrie in der Metropolregion von Boston arbeiteten. In den 1960er Jahren gehörte der Merrimack River zu den zehn meistbelasteten Wasserwegen der USA
Der Clean Water Act von 1972 signalisierte ein Umdenken in den USA. Das Gesetz schrieb schärfere Kontrollen für Einleitungsstellen an Flüssen und anderen schiffbaren Gewässern vor. Dies führte zur Errichtung von drei Abwasserkläranlagen an den Ufern des Concord River. Eine davon wurde in Concord, die anderen beiden in Billerica gebaut. Diese Kläranlagen halfen, nachhaltigen Schaden für das Ökosystem des Flusses zu vermeiden. Unglücklicherweise sind noch viele Verschmutzungen wie Schwermetalle und PCB als Ablagerungen im Fluss vorhanden. Aufgrund von Quecksilberablagerungen ist der Verzehr von Fischen aus den meisten Teilen des Sudbury River verboten.
Im August 2004 wurden im Concord River Perchlorate nachgewiesen. Zunächst ging man davon aus, dass Sprengstoffe, die für den Straßenbau eingesetzt worden waren. die Ursache für die Verschmutzung seien. Eine Untersuchung der Stadt von Billerica ergab jedoch, dass eine ortsansässige Fabrik für medizinisches Material die Quelle der Verschmutzung war. Die Firma verarbeitete rund 1.000 Liter Perchlorsäure in einem Bleichprozess und leitete ihr Spülwasser in das örtliche Abwassersystem. Die Firma stoppte daraufhin freiwillig ihre Produktion, bis sie ein Ionentauschersystem installiert hatte, das den gesetzlichen Bestimmungen entsprach.
Im Mai 2007 war Billerica selbst Ziel einer Klage. Die Stadt wurde wegen der Einleitung von Abwässern in den Concorde River zu 250.000 US-$ Strafe verurteilt. Laut der EPA führte die Einleitung von Phosphor zu einer Übersättigung des Flusses mit Nährstoffen und damit zu exzessivem Wachstum von Wasserpflanzen.

## Sehenswürdigkeiten und Bauwerke
In Concord überspannt die Old North Bridge den Concord River. Auf dieser Brücke wurde am 19. April 1775 der erste Schuss im Amerikanischen Unabhängigkeitskrieg der 13 nordamerikanischen Kolonien gegen die britische Kolonialmacht abgefeuert. Dieser Krieg dauerte bis 1783 an und führte mit der Unabhängigkeitserklärung 1776 und der Bildung der Konföderation 1777 zu deren siegreichem Abschluss und zur Entstehung der Vereinigten Staaten von Amerika.